# Gabri Martínez
Gabriel "Gabri" Martínez, né le 22 janvier 2003 à Sant Fost de Campsentelles en Espagne, est un footballeur espagnol qui évolue au poste d'ailier gauche au SC Braga.

## Biographie

### En club
Né à Sant Fost de Campsentelles en Espagne, Gabriel Martínez est notamment formé par le FC Barcelone. Il joue également pour le CF Damm (en) avant de poursuivre sa formation au Girona FC.
Il joue son premier match en professionnel avec Girona, le 22 aout 2021, lors d'une rencontre de deuxième division espagnole face à l'UD Las Palmas. Il entre en jeu à la place de Gerard Gumbau et les deux équipes se neutralisent (0-0 score final),.
le 30 juin 2023, Gabriel Martínez rejoint le CD Mirandés sous la forme d'un prêt d'une saison.
Martínez se fait remarquer dès sa première apparition pour Mirandés en marquant un but, le 14 août 2023, lors de la première journée de la saison 2023-2024 de deuxième division espagnole, face à l'AD Alcorcón. Titulaire, il participe à la victoire de son équipe par quatre buts à zéro,.
Le 28 juin 2024, Gabri Martínez rejoint le Portugal en signant en faveur du SC Braga pour un contrat de cinq ans, soit jusqu'en juin 2029.

### En sélection
Gabri Martínez représente l'équipe d'Espagne des moins de 19 ans. Avec cette sélection il ne joue qu'un seul match, le 23 février 2022 contre la Norvège où il entre en jeu (victoire 2-0 des Espagnols).